# Fesch-Denkmal

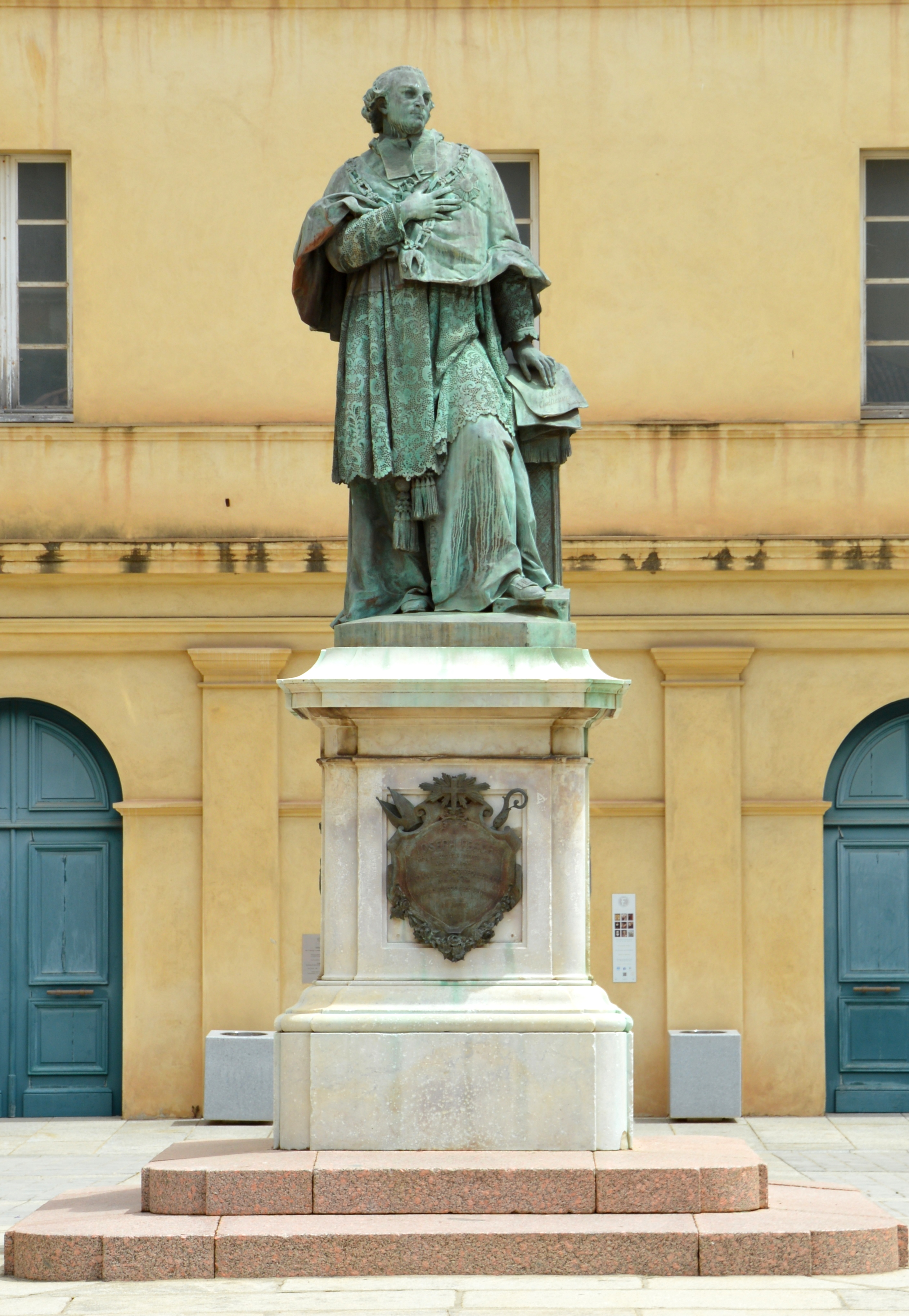
Fesch-Denkmal

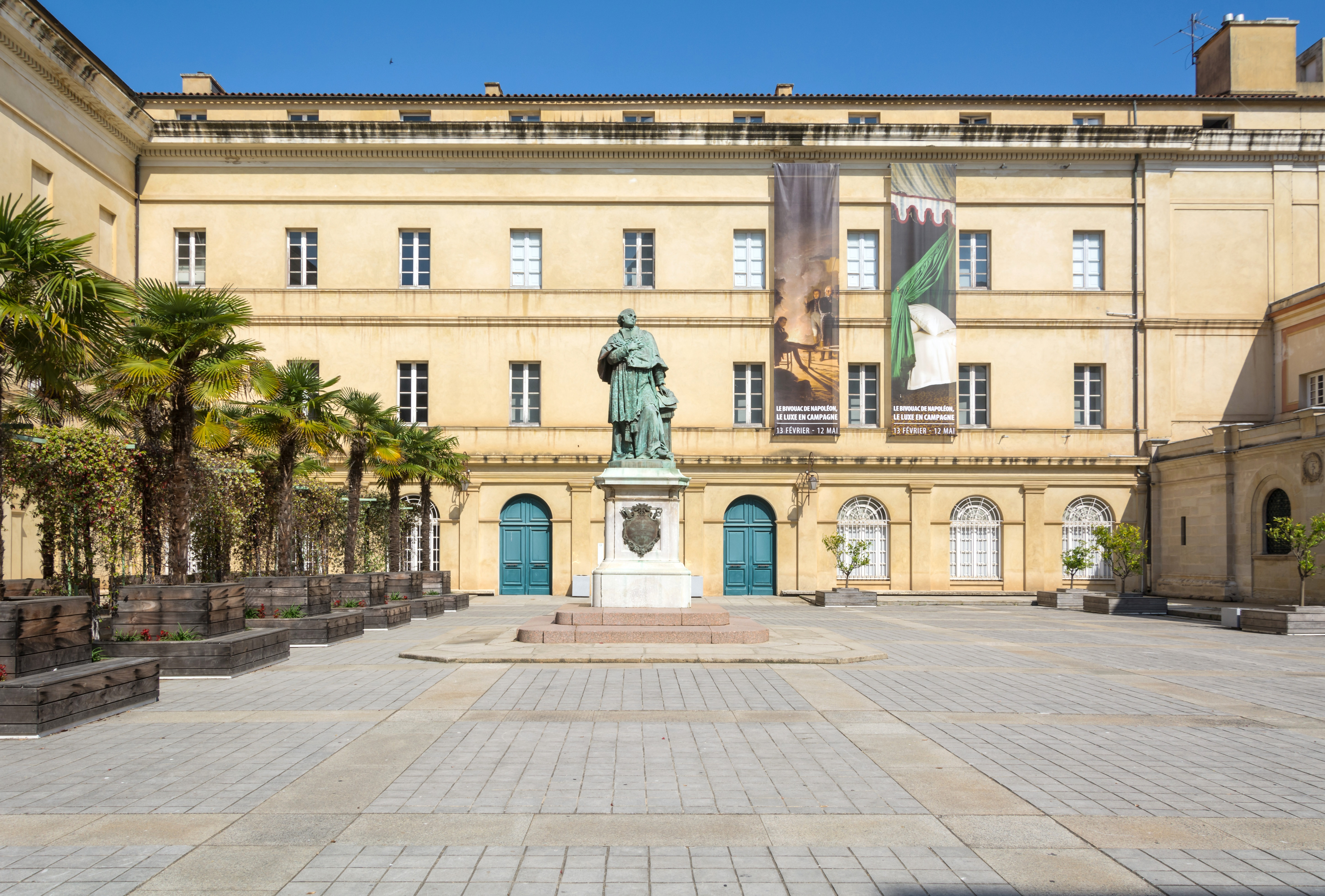
Denkmal vor dem Palais Fesch, 2014

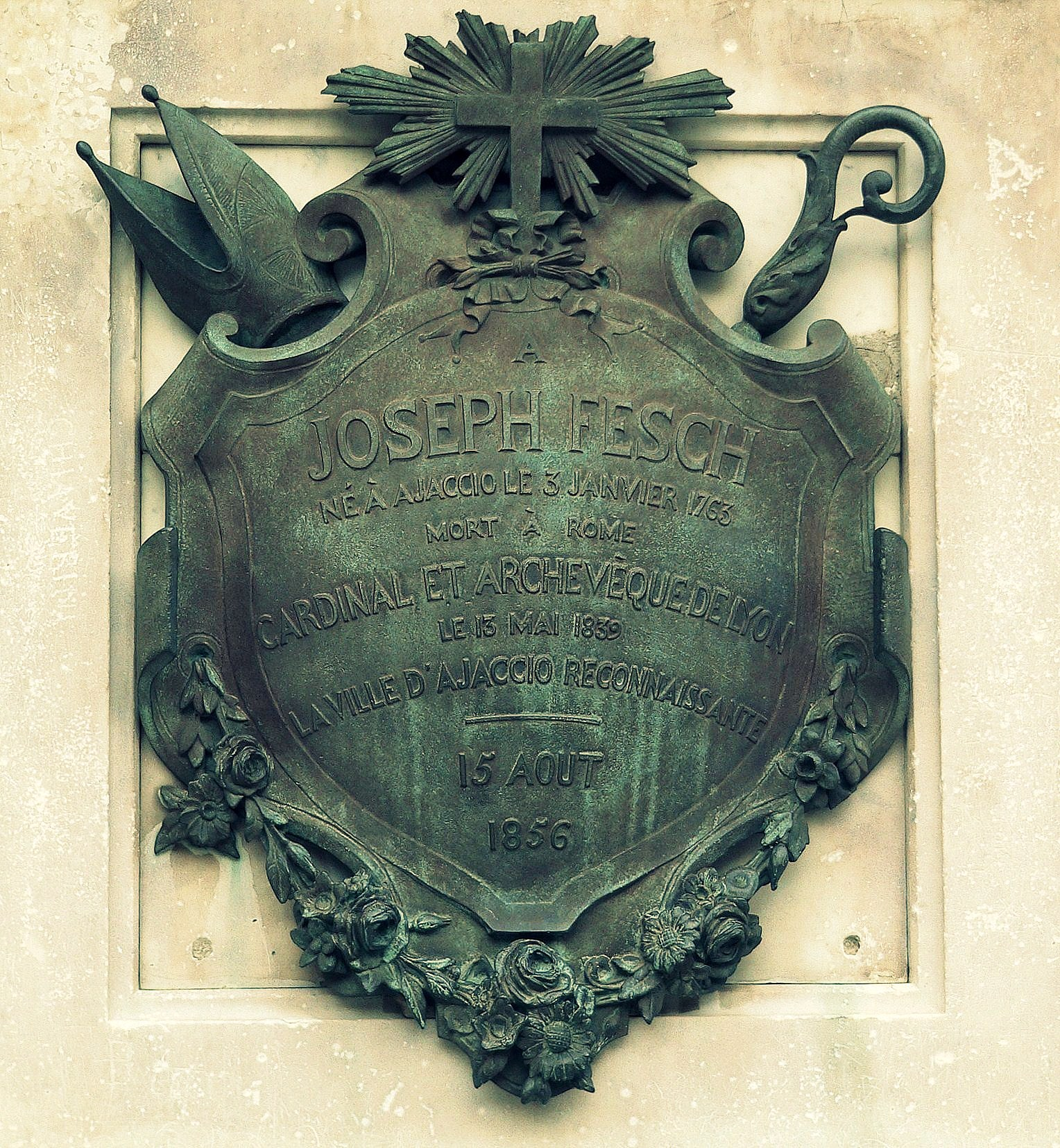
Inschrift

Das Fesch-Denkmal (französisch Monument au cardinal Fesch) ist ein Denkmal für den französischen Kardinal Joseph Fesch in Ajaccio, der Hauptstadt der Insel Korsika.

## Lage
Das Denkmal befindet sich in der Innenstadt von Ajaccio, nördlich der Altstadt auf dem Vorhof des Palais Fesch. Westlich verläuft die Rue Cardinal Fesch.

## Gestaltung und Geschichte
Die Kardinal Fesch darstellende Bronzestatue wurde im Jahr 1855 vom Bildhauer Vital Dubray in der Gießerei Eck et Durand geschaffen und 1856 aufgestellt. Die Statue steht auf einem steinernen Sockel. An der Frontseite des Sockels befindet sich in einem Wappenschild eine Inschrift mit Angaben zu den Lebensdaten Kardinal Feschs:
À

Joseph Fesch

né à Ajaccio le 3 janvier 1763

mort à Rome

cardinal et archevêque de Lyon

le 13 mai 1839

la ville d’Ajaccio reconnaissante

15 août

1856
(deutsch Joseph Fesch geboren am 3. Januar 1763 in Ajaccio, gestorben in Rom als Kardinal und Erzbischof von Lyon am 13. Mai 1839 die dankbare Stadt Ajaccio 15. August 1856)
Auf der rechten Seite befindet sich die auf den Bildhauer und das Jahr der Entstehung bezugnehmende Inschrift:
Vital Dubray / 1855
Links ist die Gießerei vermerkt:
Fonderie de Eck et Durand
Am 2. Mai 1984 wurde das Denkmal gemeinsam mit Objekten des Palais Fesch als bewegliches Monument historique eingestuft. Am 22. Juni 2017 wurde es unter der Nummer PA2A000018 registriert.